# ولاية ميرندا
ولاية مِرندة أو (نقحرة: ميرندا) هي أحد ولايات دولة فنزويلا التي يبلغ عددها ثلاث وعشرون، عاصمتها لوس تيكيس، تَبلغ مساحة هذه الولاية 7950 كم²، وقد بلغ عدد سكانها في 2011 إلى 1652675 نسمة.